# Honeymoon (singolo)
Honeymoon è un singolo promozionale della cantautrice americana Lana Del Rey, scritto dalla stessa e da Rick Nowels. Esso fu pubblicato sul canale YouTube ufficiale della cantante il 14 luglio 2015, successivamente rilasciato come singolo promozionale per l'omonimo album il 7 settembre 2015.

## Video musicale
Il videoclip di Honeymoon è stato diretto e montato da Lana Del Rey stessa. Quando le fu chiesto se avesse intenzione di rilasciarlo, la cantante ha dichiarato: "Non avete visto il video per intero perché non l'ho ancora completato. E non so se lo farò perché ho fatto tutto da sola." Esclusi alcuni spezzoni pubblicati sul profilo ufficiale della cantante, il video intero non fu mai pubblicato, fino al leak online, avvenuto durante l'estate 2016.

## Accoglienza
NME ha definito la traccia "cinematografica" e "emozionalmente sconvolgente" prima di descriverla come "forse la sua ballata più sconvolgente fino ad ora". Secondo l'opinione di The Verge, la canzone è "sei minuti di sinuosa beatitudine" e ha elogiato "gli ampi archi e i rullanti" che "galleggiano sullo sfondo del brano", ma ha anche riconosciuto che, "come in molti lavori di Lana Del Rey, il nocciolo dell'attrattiva sta nella sua voce." TIME segnala la canzone come "peculiarmente introversa", suggerendo che "si avvicina al suono del suo album di debutto Born to Die più che al materiale realizzato con Dan Auderbach dei Black Keys". The Independent ha apprezzato la canzone, definendola "bella e malinconica". Billboard dice che il brano è "più grande e ambizioso di qualsiasi cosa la cantautrice abbia mai rilasciato finora", e "epica".

## Date di pubblicazione
Prima del rilascio di Honeymoon, il testo della canzone era stato pubblicato in un lyric book, reso disponibile all'acquisto tra i prodotti merchandise dell'Endless Summer Tour. Lana Del Rey poi postò due brevi anteprime della canzone sui suoi account Instagram. Infine la canzone fu pubblicata tramite un lyric video, caricato sul suo canale YouTube ufficiale il 14 luglio 2015 e disposta al download digitale il 7 settembre 2015.

## Classifiche
| Classifica | Posizione massima |
| ---------- | ----------------- |
| Francia    | 154               |